# نيسورس
نيسورس (بالإنجليزية: NiSource) هي شركة تعد من أكبر شركات المرافق الخاضعة للتنظيم الكامل في الولايات المتحدة، حيث تخدم ما يقرب من 3.5 مليون من عملاء الغاز الطبيعي و حوالي 500 ألف من عملاء الكهرباء في ستة ولايات.